# Titularbistum Vanariona
Vanariona ist ein Titularbistum der römisch-katholischen Kirche. Es geht zurück auf einen untergegangenen Bischofssitz in der gleichnamigen antiken Stadt, die in der römischen Provinz Mauretania Caesariensis lag.
| Titularbischöfe von Vanariona |                                                 |                                         |                   |                   |
| Nr.                           | Name                                            | Amt                                     | von               | bis               |
| 1                             | Raymond James Vonesh                            | Weihbischof in Joliet in Illinois (USA) | 5. Januar 1968    | 16. August 1991   |
| 2                             | Filipe Neri António Sebastião do Rosário Ferrão | Weihbischof in Goa und Daman (Indien)   | 20. Dezember 1994 | 12. Dezember 2003 |
| 3                             | Józef Kupny                                     | Weihbischof in Kattowitz (Polen)        | 21. Dezember 2005 | 18. Mai 2013      |
| 4                             | Prosper Balthazar Lyimo                         | Weihbischof in Arusha (Tansania)        | 11. November 2014 |                   |